# Gisèle Alain
Gisèle Alain (ジゼル・アラン, Jiseru Aran) est un seinen manga de Sui Kasai, prépublié depuis juin 2009 dans le magazine Fellows! puis Harta et publié en volumes reliés par l'éditeur Enterbrain depuis juillet 2010. La version française est éditée par Ki-oon depuis octobre 2012.

## Liste des volumes
| no | Japonais        | Japonais          | Français        | Français          |
| no | Date de sortie  | ISBN              | Date de sortie  | ISBN              |
| -- | --------------- | ----------------- | --------------- | ----------------- |
| 1  | 15 juillet 2010 | 978-4-04-726628-5 | 11 octobre 2012 | 978-2-35592-444-6 |
| 2  | 14 mai 2011     | 978-4-04-727292-7 | 10 janvier 2013 | 978-2-35592-480-4 |
| 3  | 15 juin 2012    | 978-4-04-728115-8 | 23 mai 2013     | 978-2-35592-530-6 |
| 4  | 15 octobre 2013 | 978-4-04-729221-5 | 20 mars 2014    | 978-2-35592-579-5 |

## Critique
Paoru.fr, à l'occasion de la sortie du deuxième tome en France, note que celui-ci « permet de ré-équilibrer l'histoire, jusqu'ici un peu trop légère, en faisant redescendre son héroïne – et donc l'ambiance de l'histoire – sur Terre. Le graphisme déjà plaisant du premier tome s'est lui aussi amélioré, notamment sur le chara-design, et dépeint toujours avec charme l'Europe du début du XXe siècle ».

### Édition japonaise
Enterbrain
1. 1 2  (ja) « Tome 1 »
2. 1 2  (ja) « Tome 2 »
3. 1 2  (ja) « Tome 3 »
4. 1 2  (ja) « Tome 4 »

### Édition française
Ki-oon
1. 1 2  « Tome 1 »
2. 1 2  « Tome 2 »
3. 1 2  « Tome 3 »
4. 1 2  « Tome 4 »